# Bolesław Dembiński
Pour les articles homonymes, voir Dembiński.
Bolesław Dembiński (né le 9 mai 1833 à Poznań, décédé le 7 août 1914) est un compositeur et organiste polonais.

## Biographie
Bolesław Dembiński est issu d'une famille de musiciens; son père Maciej était organiste et chef d'orchestre et a également initié à la musique les frères et sœurs de Bolesław (et parmi ces dernières, Catherine qui est devenue chanteuse d'opéra). En août 1854, Bolesław a succédé à son père comme organiste à la cathédrale de Poznań. En 1860, il a fondé une première fois à Poznań un chœur amateur avec les hommes qui travaillaient à la Société industrielle. Dans les années suivantes, il a conduit un chœur mixte avec le Cercle social, et en octobre 1866, il a été chef d'orchestre et directeur artistique du Chœur de la Cathédrale de Poznań, prenant ainsi la succession de son père; il demeura à la tête de la chorale jusqu'à sa dissolution par les autorités prussiennes en 1875. En décembre 1869, il a fondé et dirigé pendant deux ans une chorale portant le nom d'"Harmonie".
À partir de 1870, il est directeur musical du théâtre polonais de Poznań nouvellement créé. Il a dirigé la création à Poznań dans sa version complète de l'opéra Halka de Stanisław Moniuszko (9 novembre 1876). En 1875, il est à l'initiative de la création des Amis de la Musique, mais l'institution n'a pas pu durer longtemps, dénoncée par les autorités prussiennes en 1879.
À partir de 1887, il est à nouveau organiste à la cathédrale de Poznań et à partir de 1894, maître de chapelle de la cathédrale, postes qu'il a occupés jusqu'à la fin de sa vie.